# Jürgen Marbach
Jürgen Marbach (* 31. Juli 1958 in Duisburg) war Geschäftsführer der LTU International Airways.

## Wirken
Jürgen Marbach wechselte nach langjähriger Mitarbeit bei den Tourismusunternehmen Tjaereborg und REWE Touristik im Jahr 2001 zur LTU. Er wurde am 10. Januar 2002 in die LTU-Geschäftsführung berufen und war seit Mitte 2004 Geschäftsführer. Über die Marbach Beteiligung und Consulting (MIC) GmbH aus Meerbusch war er mit 24 Prozent an der LTU beteiligt. 2007 wurde die Gesellschaft von Air Berlin übernommen. Ende Februar 2008 legte Jürgen Marbach die LTU-Geschäftsführung nieder.
Marbach war Geschäftsführer Marketing, Organisation und Arena der VfL Wolfsburg-Fußball GmbH, bis er am 21. Dezember 2009 seinen Vertrag auflöste, nachdem Dieter Hoeneß als neuer Geschäftsführer engagiert worden war.
Am 17. Juni 2013 wurde Jürgen Marbach einstimmig zum Aufsichtsratsvorsitzenden des MSV Duisburg gewählt.
Im Oktober 2013 kaufte er den Reiseveranstalter und Hotelbetreiber Aldiana, an dem er bereits zuvor 26,1 Prozent Anteile besessen hatte. 2017 wurde er Aufsichtsratsmitglied des TVB Kitzbüheler Alpen. Er legte das Amt als Aufsichtsratsvorsitzender des MSV Duisburg im September 2019 nieder.